# Distrito de San Miguel (La Mar)
El distrito de San Miguel es uno de los nueve que conforman la provincia de La Mar en el departamento de Ayacucho en el Sur del Perú.

## Historia
Fue creado mediante Decreto Ley Nº 6551 del 18 de marzo de 1861.

## Geografía
Tiene una superficie de 902,98 km².

## Autoridades

### Municipales
- 2019 - 2022[1]
  - Alcalde: Wilder Manyavilca Silva, de Qatun Tarpuy.
  - Regidores:

  1. Teodosio Zamora Figueroa (Qatun Tarpuy)
  2. Romnel Campos Bedoya (Qatun Tarpuy)
  3. Efraín Martínez Atao (Qatun Tarpuy)
  4. Iban Calucero Navarro Torres (Qatun Tarpuy)
  5. Yulay Paredes Arce (Qatun Tarpuy)
  6. Ángel Quispe Ccorahua (Qatun Tarpuy)
  7. Miguel Ángel Vila Romero (Musuq Ñan)
  8. Jorge Rolando Quispe Alvarado (Musuq Ñan)
  9. Octavio Aivar Del Pino (Movimiento Regional Gana Ayacucho)

## Festividades
- Septiembre: San Miguel.

## Personas destacadas
- Carlos Ernesto Falconí Aramburú (*1937), poeta, cantautor, cantante, guitarrista, compositor y compilador de música